# Franck Muller

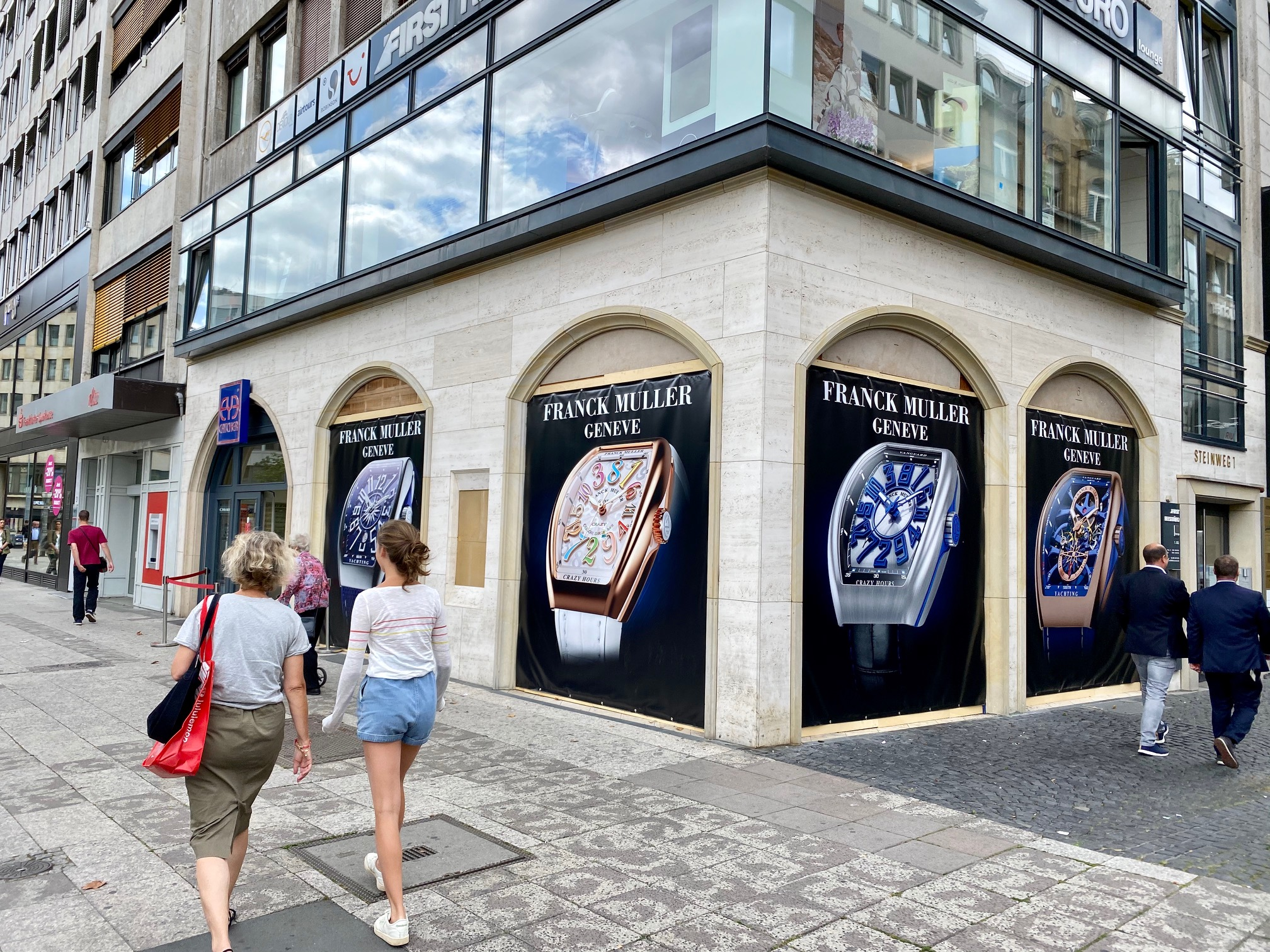
Franck-Muller-Boutique in Frankfurt am Main

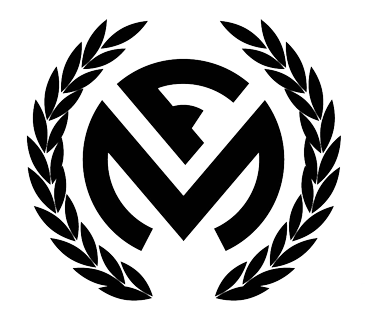
Weiteres Franck-Muller-Logo, z. B. regelmäßig auf den Schließen der Uhrenarmbänder vorzufinden

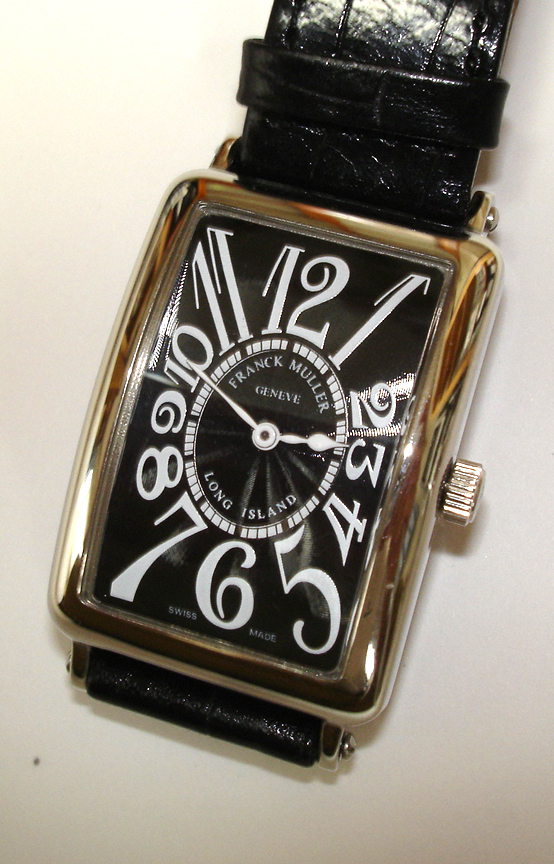
Eine Armbanduhr von Franck Muller

Franck Muller (Franck Muller Watchland SA) ist eine Schweizer Uhrenmanufaktur mit Sitz in Genthod. Das Unternehmen beschäftigt etwa 500 Mitarbeiter und erwirtschaftete 2009 einen Umsatz von 380 Millionen Schweizer Franken.

## Geschichte
Das Unternehmen wurde 1991 durch den Genfer Uhrmacher und Designer Francesco „Franck“ Muller und Vartan Sirmakes, einem Edelsteinfasser armenischer Herkunft, gegründet. Die von ihnen gefertigten Armbanduhren zeichneten sich durch ihre Tonneau-Form und den grossen, geschwungenen Ziffern in Jugendstil-Manier aus. Die im Luxussegment angesiedelten Uhren wurden innerhalb von zehn Jahren zum Verkaufsschlager.
Wegen der Frage über die künftige strategische Ausrichtung kam es 2003 zwischen den Firmengründern zu deutlichen Meinungsverschiedenheiten. Muller verlor hierbei seinen Einfluss, blieb aber weiterhin hälftig am Unternehmen beteiligt. In der Folge erwarb das Unternehmen 2005 unter der Leitung von Vartan Sirmakes weitere Marken. 2010 erklärten Muller und Sirmakes ihren Streit für beigelegt und arbeiten seitdem wieder zusammen.
Im Jahr 2019 wurden auf dem Gelände der Manufaktur, Watchland, zwei neue Gebäude mit einer Fläche von 16.000 m² eingeweiht, wo Komponenten für das Uhrwerk hergestellt werden.

## Boutiquen
Neben einem Netz von autorisierten Händlern verfügt Franck Muller über Boutiquen auf der ganzen Welt, so z. B. in Mailand, Tokio, Abu Dhabi, Shanghai, Brüssel, Hongkong, Genf und Bangkok.
Im Herbst 2020 eröffnete mit der Boutique in Frankfurt am Main das erste Franck-Muller-Geschäft in Deutschland.

## Bekannte Uhrenträger
Franck Muller war Anfang der 2000er-Jahre eine der angesagtesten Uhrenmarken der Welt. Bekannte Träger von Franck-Muller-Uhren waren u. a. Arnold Schwarzenegger, Elton John, Cristiano Ronaldo, Kim Kardashian, Kanye West, David Beckham, Conor McGregor, Floyd Mayweather, Paris Hilton, Eva Longoria, Chris Brown und José Mourinho. Dan Blizerian.

## Weitere Marken
Neben der gleichnamigen Marke gehören der Franck Muller Watchland SA auch die Marken Pierre Kunz, European Company Watch (ECW) und Rodolphe sowie die Zulieferer GecoH SA, Pignons Juracie SA und Neo SA (Komponenten), F. Arnold Lidner SA (Zifferblätter) und die Franck Muller Technocases SA (Gehäuse und Einschalung von Uhrwerken).